# Lamasquère
Lamasquère är en kommun i departementet Haute-Garonne i regionen Occitanien i södra Frankrike. Kommunen ligger i kantonen Saint-Lys som tillhör arrondissementet Muret. År 2022 hade Lamasquère 1 655 invånare.

## Befolkningsutveckling
Antalet invånare i kommunen Lamasquère
Referens:INSEE